# Kinki Kids
Kinki Kids (Eigenschreibweise: KinKi Kids) ist ein populäres japanisches J-Pop-Duo, das besonders im asiatischen Raum beliebt ist. Es besteht aus Dōmoto Tsuyoshi (堂本 剛), geboren am 10. April 1979, und Dōmoto Kōichi (堂本 光一), geboren am 1. Januar 1979. Sie halten den Guinness-Rekord für die meisten aufeinanderfolgenden Nr. 1-Singles in den japanischen Charts mit 42 zwischen dem 28. Juli 1997 und dem 29. Juni 2020. Tatsächlich erreichte bisher auch jedes Album Platz 1 der japanischen Charts.

## Bandgeschichte

### 1991 bis 1996: Gründungsphase
Das Duo lernte sich auf einem Konzert von Hikaru Genji in der Yokohama Arena am 5. Mai 1991 kennen, bei dem beide als Tänzer engagiert waren. Sie begannen zunächst damit, in verschiedenen Magazinen zusammen fotografiert zu erscheinen, noch bevor die Band einen Gruppennamen gefunden hatte. So experimentierte man mit Namen wie Johnny's Kansai Group (ジャニーズ関西組, Janīzu Kansai-gumi), Domoto Brothers (堂本ブラザーズ, Dōmoto Burazāzu) und W Domoto (W堂本, Daburu Dōmoto, „Double Domoto“) Als sie für SMAP als Back-up-Tänzer auftraten, nahmen sie den Namen Kanzai Boya (カンサイボーヤ, Kansai Bōya, „Kansai Boys“) an. Bei der ersten Folge von SMAPs Variete-Show Kiss Shita? SMAP (キスした?SMAP, Kisu Shita? SMAP) am 4. April 1993 wurden sie schließlich als Kinki Kids eingeführt. Ein paar Monate später durften sie in ihrem eigenen Dorama namens Ningen Shikkaku (人間・失格, „Unfit Human“) auftreten. Ihre letzte Episode erreichte eine Einschaltquote von 28,9 %. !m 31. Dezember, noch ohne jegliche Plattenveröffentlichung, gaben sie ihr erstes Konzert im Nippon Budōkan. 1996 traten beide im Dorama Wakaba no Koro (若葉のころ, „Days of Youth“) auf.

### Ab 1997
Ihr offizielles Debüt machte das Duo 1997 mit der Single Garasu no Shōnen (硝子の少年, „Glass Boy“) und dem Album A Album. beide verkauften sich über eine Million Mal. Damit gehörten sie zum zweiten Künstler von Johnny & Associates, die mit ihrer Debüt-Single und ihrem Debütalbum über eine Million verkauft hatten. Erster Künstler war Masahiko Kondō mit seiner Single Sneaker Blues (スニーカーぶる〜す, Sunīkā Burūsu). Auch die zweite Single Aisareru Yori Aishitai" (愛されるより愛したい, "I'd Rather Love Than Be Loved") wurde ein großer Erfolg. Sie verkauften in der ersten Woche eine halbe Million Exemplare und erreichten über eine Million Verkäufe. Am Ende erreichte sie Platz 2 der japanischen Jahrescharts hinter Namie Amuros Can You Celebrate? Vom 23. bis 24. August traten sie mit Noriko Katō bei NTVs jährlichen 24-Hour Television Telethon auf. Im gleichen Jahr waren sie auch in ihrem dritten Dorama ぼくらの勇気 (Bokura no Yūki: Miman Toshi, Our Courage: Miman City) auf.
1998 gründeten sie zusammen mit V6 und Tokio das Projekt J-Friends, bei dem sie mit westlichen Musikern wie Maurice White, Diane Warren, Elton John, Jon Bon Jovi und Michael Jackson für Benefizaktionen zusammenarbeiten. Ihre erste gemeinsame Single Ashita ga Kikoeru/Children’s Holiday (明日が聴こえる/Children’s Holiday) verkaufte sich über eine Million mal. Auch für KinKi Kids war das Jahr sehr erfolgreich. Die beiden Singles Zenbu Dakishimete/Ao no Jidai (全部だきしめて/青の時代, Hold on to Everything/Blue Days) und Jetcoaster Romance (ジェットコースター・ロマンス, Jettokōsutā Romansu) verkauften sich sehr gut, erstere über eine Million mal und zweitere rund 900.000 Mal. Auch das zweite Album B Album erreichte über eine Million verkaufte Einheiten.
1999 erschien die siebte Single Flower (フラワー, Furawā), womit sie ihre vierte Millionensingle hatten. 2000 absolvierten sie die erste Asientour durch Taiwan und Hongkong, die vom 22. Februar bis zum 27. Februar dauerte und die Band ins Taipei 101 sowie ins Hong Kong Convention and Exhibition Centre führte. Mit der Kompilation KinKi Single Selection erschien ihre erste Single-Sammlung.
2002 wurden sie das erste Mal ins Guinness-Buch der Rekorde aufgenommen, nachdem Garasu no Shōnen ihre 13. Nummer-Eins-Single in Folge wurde. Damit wurden sie die erste japanische Band, die vom Guinness-Buch anerkannt wurde und stellten den Rekord von Westlife ein, die im Vereinigten Königreich sieben Nummer-eins-Hits in Folge hatten. einen Rekord, den sie in den nächsten Jahren noch ausbauen sollten. 2003 begannen die beiden auch an ihren jeweiligen Solokarrieren zu arbeiten, die neben dem Duo anliefen.
2007 feierte das Duo sein zehnjähriges Jubiläum mit einer Best-Of-Kompilation namens 39, die Zahl heißt im japanischen San Ky (三九), was sich so ähnlich anhört wie das englische „Thank You“. Elf Songs durften die Fans auswählen, während Dōmoto Tsuyosh und Dōmoto Kōichi je 14 Songs auswählen durften. Die Band spielte anschließend zwei Tage hintereinander im ausverkauften Tokyo Dome. Bei ihrem Konzert am 22. Juli spielten sie vor 67.000 Fans, das am besten besuchte Konzert dort. Der Rekord wurde bislang von Tsuyoshi Nagabuchi, der 65.000 Fans ins Stadion brachte. Im gleichen Jahr bauten sie ihren Rekord auf 25 Nummer-Eins-Singles aus.
Am 31. Mai 2008 begann eine Sommertour im Tokyo Dome. Damit gelang der Band ein weiterer Rekord: Mit 32 Konzerten spielte das Duo die meisten Konzerte im Tokyo Dome. Ende des Jahres folgte dann ein weiterer Rekord: von 1997 an spielten sie jedes Jahr am 31. Dezember ein neujahrskonzert im Tokyo Dome. Den Rekord bauten sie jedoch nicht mehr aus: 2008 wechselten sie nach Osaka, um Johnny & Associates neuestem Projekt News Platz zu machen.
Bis 2020 erschienen 42 Singles, die alle Platz 1 der Oricon-Charts erreichten. Auch jedes ihrer Alben, die von A bis N (2016) benannt wurden (mit Ausnahme des Albums Φ / Phi von 2007), erreichte Platz 1 der Charts.

## Diskografie
Studioalben

| Jahr | Titel               | Höchstplatzierung, Gesamtwochen, AuszeichnungChartsChartplatzierungen (Jahr, Titel, Platzierungen, Wochen, Auszeichnungen, Anmerkungen) | Anmerkungen                              |
| Jahr | Titel               | JP | Anmerkungen                              |
| ---- | ------------------- | --- | ---------------------------------------- |
| 1997 | A Album             | JP1 Diamant · (29 Wo.)JP | Erstveröffentlichung: 21. Juli 1997      |
| 1998 | B Album             | JP1 Diamant · (12 Wo.)JP | Erstveröffentlichung: 12. August 1998    |
| 1999 | C Album             | JP1 ×2Doppelplatin · (20 Wo.)JP | Erstveröffentlichung: 4. August 1999     |
| 2000 | D Album             | JP1 Platin · (10 Wo.)JP | Erstveröffentlichung: 13. Dezember 2000  |
| 2001 | E Album             | JP1 Platin · (8 Wo.)JP | Erstveröffentlichung: 25. Juli 2001      |
| 2002 | F Album             | JP2 Platin · (9 Wo.)JP | Erstveröffentlichung: 26. Dezember 2002  |
| 2003 | G Album 24/7        | JP1 Platin · (17 Wo.)JP | Erstveröffentlichung: 22. Oktober 2003   |
| 2005 | H Album-H・A・N・D- | JP1 Platin · (12 Wo.)JP | Erstveröffentlichung: 16. November 2005  |
| 2006 | I Album -iD-        | JP1 Platin · (10 Wo.)JP | Erstveröffentlichung: 13. Dezember 2006  |
| 2007 | Phi Φ               | JP1 Platin · (10 Wo.)JP | Erstveröffentlichung: 14. November 2007  |
| 2009 | J Album             | JP1 Gold · (10 Wo.)JP | Erstveröffentlichung: 9. Dezember 2009   |
| 2011 | K Album             | JP1 Gold · (11 Wo.)JP | Erstveröffentlichung: 9. November 2011   |
| 2013 | L Album             | JP1 Gold · (11 Wo.)JP | Erstveröffentlichung: 13. Dezember 2013  |
| 2014 | M Album             | JP1 Gold · (9 Wo.)JP | Erstveröffentlichung: 10. Dezember 2014  |
| 2016 | N Album             | JP1 Gold · (17 Wo.)JP | Erstveröffentlichung: 21. September 2016 |
| 2020 | O Album             | JP1 Gold · (13 Wo.)JP | Erstveröffentlichung: 23. Dezember 2020  |
| 2023 | P Album             | JP1 Gold · (13 Wo.)JP | Erstveröffentlichung: 13. Dezember 2023  |

## Filmografie

### Doramas
- Ningen. Shikkaku (TBS: 8. Juli 1994 - 28. Sep,1994)
- Wakaba no koro (TBS: 12. April 1996 - 29. Sep,1996)
- Bokura no yūki. Minan toshi (NTV: 18. Oktober 1997 - 20. Dez,1997)

### Fernsehwerbung
- House Foods (Jan. 1995 - Juni 1998)
- Panasonic (Juli 1995 - März 2000)
- Nissan (Juli 1997 - Jan. 1998)
- Coca-cola (März 1998 - Mai 1998)
- ANA Airlines (Mai 1998 - Mai 1999)
- Morinaga Confectionery (Aug. 2000 --)
- UC Credit card (April 2002 --)
- Suntory Beverage (Juni 2004 --)
- Asahi Soft Drinks (Feb. 2007 --)